# Sant Llorenç de Gaserans
Sant Llorenç de Gaserans és una església amb elements barrocs i romànics de Sant Feliu de Buixalleu (Selva) protegida com a Bé Cultural d'Interès Local.

## Descripció
Església parroquial situada al poble de Gaserans, dins el municipi de Sant Feliu de Buixalleu.
L'edifici, té una sola nau, i està capçada amb un absis semi-circular.
La façana principal, té un coronament d'estil barroc. La porta d'entrada és quadrangular, amb una llinda monolítica. Sobre la porta d'entrada, hi ha una fornícula amb Sant Llorenç, i un ull de bou amb vidralls. Al costat dret de la porta, hi ha unes rajoles vidriades amb la inscripció: " ON SANT LLORENÇA HA PASSAT, BENEEIX EL QUE HA SEMBRAT. PER ELL ENS VE TOT HONOR PERQUÈ SEMBRA AMB MANS D'AMOR. AMB ALEGRIA I AMB LLUITA SOM DE DÉU LA BONA FRUITA. DEU-NOS FE EN LES NOSTRES MANS SANT LLORENS DE GASERANS."
A la façana lateral dreta, s'aprecien arquacions llombardes i un rellotge de sol. Un contrafort reforça aquest pany de paret.
El campanar és de planta quadrada i teulada piramidal.
S'aprecien ampliacions a l'edifici originari.
Les façanes estan arrebossades i pintades de color blanc.
Al costat, hi ha la rectoria.

## Història
Aquesta parròquia rural pertanyia a l'antic terme del castell de Montsoriu i batllia de n'Orri. L'església era una possessió del monestir de Breda des dels seus orígens, vers el 1068 encara que el 1038 ja hi havia una església en aquest lloc tal com s'indica en l'acta de fundació del monestir.
El 13 de desembre de 1086 el bisbe de Girona, Berenguer Guifré, va consagrar una nova església de la que en resta encara l'absis semicircular, un fragment del mur S amb arcuacions llombardes i la part baixa del campanar.
Es conserva una còpia del segle xvi del regest de l'acta de consagració de l'església: "Consecratio de la iglesia de Sant Loreç i Sant Pere Apòstol del lloch de Gazerans feta per Berenguer bisbe de Gerona en temps de Dalamu Abab en lany 1086 a la qual iglesia dona dit Abab trenta passos eclessiàstic per sementiri, y lo bisbe confirma, y dona de nou los delmas y primicies y oblations al dit Abab, y confronta a sol ixent ab la riera bella de Arbucias, a mix dia part ab lo riu de la Tordera vella a sol ponent ab riu de Papias a tremontana ab la riera d'Arbucias o, ab lo esdorrocador. Fa dita iglesia a la seu de Gerona..."
Fou sempre més una possessió de Breda, però estava subjecte als degans de la Selva i al sínode diocesà de Girona.
L'església ha patit diverses reformes, entre les quals destaca la del segle xix a la qual pertany la façana actual, d'estil barroc molt evolucionat.